# Лунсянь
Лунся́нь (кит. упр. 陇县, пиньинь Lǒng xiàn) — уезд городского округа Баоцзи провинции Шэньси (КНР). Уезд назван по горе Луншань.

## История
При империи Цинь здесь была создана область Цянь (汧邑). После основания империи Хань области были преобразованы в уезды — так появился уезд Цяньсянь (汧县). При империи Западная Хань западная часть уезда была выделена в отдельный уезд Юйи (郁夷县), который при диктатуре Ван Мана был переименован в Юйпин (郁平县), а при империи Восточная Хань вновь присоединён к уезду Цяньсянь.
В эпоху Троецарствия к уезду Цяньсянь был присоединён уезд Юйми (隃糜县).
При империи Западная Цзинь западная часть уезда Цяньсянь была вновь выделена в отдельный уезд, на месте бывшего уезд Юйи был создан уезд Лунгуань (陇关县), позднее вновь присоединённый к уезду Цяньсянь. В 330 году был создан округ Лундун (陇东郡), позднее расформированный, власти которого разместились в уезде Цяньсянь. Когда в 331 году был создан уезд Чэньцан, то к уезду Лунгуань были присоединены земли к западу от реки Цяньхэ.
При империи Северная Вэй в 436 году была создана область Дунцинь (东秦州), власти которой разместились в уезде Цяньсянь, и был вновь образован округ Лундун. В 440 году область Дунцинь была переименована в Наньцинь (南秦州), а в 443 году расформирована; округ Лундун перешёл в подчинение области Цзинчжоу (泾州). В 445 году уезд Цяньсянь был переименован в уезд Цяньинь (汧阴县). В 517 году южная часть уезда Цяньинь была выделена в отдельный уезд Нанью (南由县), подчинённый округу Уду (武都郡). В 522 году из частей областей Цичжоу (岐州) и Цзинчжоу была вновь создана область Дунцинь, власти которой разместились в уезде Цяньинь. В 526 году юго-восточная часть уезда Цяньинь была выделена в уезд Чаншэ (长蛇县).
При империи Западная Вэй в 538 году уезд Нанью был присоединён к уезду Цяньинь. В 553 году уезд Цяньинь был переименован в Дуян (杜阳县), а область Дунцинь — в Лунчжоу (陇州); власти области Лунчжоу разместились в административном центре уезда Дуян; в область Лунчжоу входили округа Пинлян (平凉郡) и Лундун, а округ Лундун состоял из уездов Дуян и Чаншэ.
При империи Северная Чжоу в 569 году область Лунчжоу была присоединена к области Цичжоу. В 570 году из уезда Чаншэ был выделен уезд Цяньян (汧阳县). В 580 году уезд Дуян был переименован в Цяньинь, были опять созданы уезд Нанью и область Лунчжоу, власти которой разместились в административном центре уезда Цяньинь. Область Лунчжоу состояла из округов Лундун и Пинъюань (平原郡), в округ Лундун входили уезды Цяньинь, Цяньян, Нанью и Чаншэ.
При империи Суй в 583 году округ Лундун был расформирован, и уезды перешли в непосредственное подчинение областным властям; уезд Чаншэ был присоединён к уезду Нанью, но впоследствии создан вновь. В 585 году уезд Цяньинь был переименован в Цяньюань (汧源县). В 598 году уезд Чаншэ был переименован в Ушань (吴山县). Впоследствии уезд Нанью перешёл в состав области Цичжоу, а в 607 году область Лунчжоу была расформирована, и уезды Цяньюань, Ушань и Цяньян вошли в состав округа Фуфэн (扶风郡). В 618 году был вновь создан округ Лундун, власти которого разместились в административном центре уезда Цяньюань.
После основания империи Тан в 618 году округ Лундун был преобразован в область Лунчжоу (陇州), которой были подчинены уезды Цяньюань, Цяньян, Ушань и Хуатин. В 621 году уезд Нанью также вошёл в состав области Лунчжоу. В 742 году область Лунчжоу была переименована в округ Цяньян (汧阳郡), но в 758 году округ Цяньян вновь стал областью Лунчжоу. В 761 году уезд Ушань был переименован в Хуашань (华山县), но затем ему было возвращено прежнее название. В 808 году уезд Хуатин был присоединён к уезду Цяньюань, а уезд Нанью был присоединён к уезду Ушань.
При империи Поздняя Чжоу западная часть уезда Цяньюань была вновь выделена в уезд Хуатин.
При империи Сун в 968 году западная часть уезда Ушань (земли бывшего уезда Нанью) была выделена в уезд Лунъань (陇安县). В 1072 году область Лунчжоу была подчинена региону Циньфэн (秦凤路).
В составе чжурчжэньской империи Цзинь регион Циньфэн был переименован в Сифэн (熙秦路), уезды Лунъань и Ушань были присоединены к уезду Цяньюань. В 1187 году восточная часть региона Сифэн была выделена в регион Фэнсян (凤翔路), и область Лунчжоу была переподчинена региону Фэнсян, был вновь создан уезд Ушань. В 1208 году был вновь создан уезд Лунъань.
После монгольского завоевания уезды Ушань и Лунъань в 1270 году были присоединены к уезду Цяньюань. В 1317 году уезд Цяньюань был расформирован, а его земли перешли под непосредственное управление властей области; в составе области Лунчжоу остался лишь один уезд — Цяньян.
После основания империи Мин в 1369 году область Лунчжоу была подчинена Фэнсянской управе (凤翔府). В 1559 году уезд Цяньян был выведен из состава области и подчинён напрямую Фэнсянской управе.
После Синьхайской революции в Китае была проведена реформа структуры административного деления, в ходе которой области с управами были упразднены; в 1913 году область Лунчжоу была преобразована в уезд Лунсянь.
Во время гражданской войны эти места были заняты войсками коммунистов в июле 1949 года. В 1950 году был создан Специальный район Баоцзи (宝鸡专区), и уезд вошёл в его состав. В 1956 году Специальный район Баоцзи был расформирован, и уезд перешёл в прямое подчинение властям провинции Шэньси. В 1958 году к уезду Лунсянь был присоединён уезд Цяньян. В сентябре 1961 года Специальный район Баоцзи был создан вновь, и уезд Лунсянь, из которого вновь был выделен уезд Цяньян, вошёл в его состав. В 1969 году Специальный район Баоцзи был переименован в Округ Баоцзи (宝鸡地区). В 1971 году округ Баоцзи был опять расформирован, и уезд перешёл в подчинение властям города Баоцзи. В 1979 году округ Баоцзи был создан вновь, и уезд перешёл в подчинение властям округа.
В 1980 году были расформированы округ Баоцзи и город Баоцзи, и создан Городской округ Баоцзи; уезд вошёл в состав городского округа.

## Административное деление
Уезд делится на 10 посёлков.